# L'amour dure trois ans (filme)
L'amour dure trois ans (em inglês: Love Lasts Three Years; bra: O Amor Dura Três Anos) é um filme de comédia franco-belga de 2011 escrito e dirigido por Frédéric Beigbeder e estrelado por Gaspard Proust. É baseado no romance L'amour dure trois ans de Beigbeder.

## Elenco
- Gaspard Proust como Marc Marronnier
- Louise Bourgoin como Alice
- JoeyStarr como Jean-Georges
- Jonathan Lambert como Pierre
- Frédérique Bel como Kathy
- Nicolas Bedos como Antoine
- Elisa Sednaoui como Anne
- Anny Duperey como mãe de Marc
- Bernard Menez como o pai de Marc
- Pom Klementieff como Julia
- Thomas Jouannet como professor de surf